# Pingasa chlora
Pingasa chlora (tên tiếng Anh: White Lopper Moth hoặc Flower-eating caterpillar) là một loài bướm đêm thuộc họ Geometridae. It is found Sundaland, Philippines, Sulawesi và from Moluccas to Queensland.
Ấu trùng ăn lá các loài Euroschinus and from Flindersia. It is considered a pest on Nepthelium lappaceum and Litchi chinensis in Australia. Other recorded food plants include Euroschinus falcata, Rhodomyrtus tomentosa and Flindersia schottiana.

## Hình ảnh

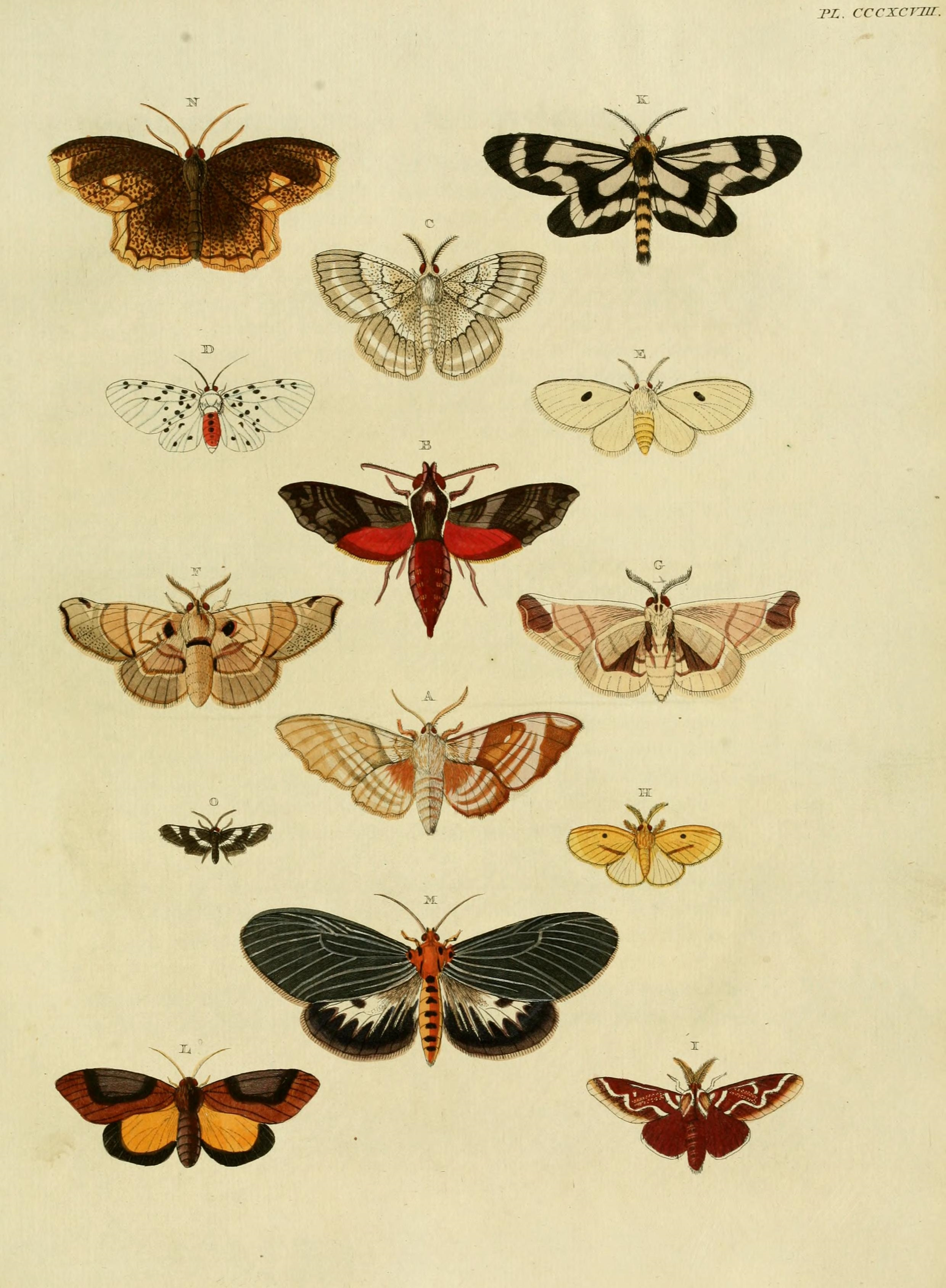